# Adilia Castillo
Adilia Castillo (1933 – 2014) là một nữ diễn viên, nhà soạn nhạc và ca sĩ người Venezuela. Bà chuyên về âm nhạc llanera, âm nhạc dân gian của vùng đồng bằng Venezuela.